# IM L7
IM L7 – elektryczny samochód osobowy klasy wyższej produkowany pod chińską marką IM od 2021 roku.

## Historia i opis modelu

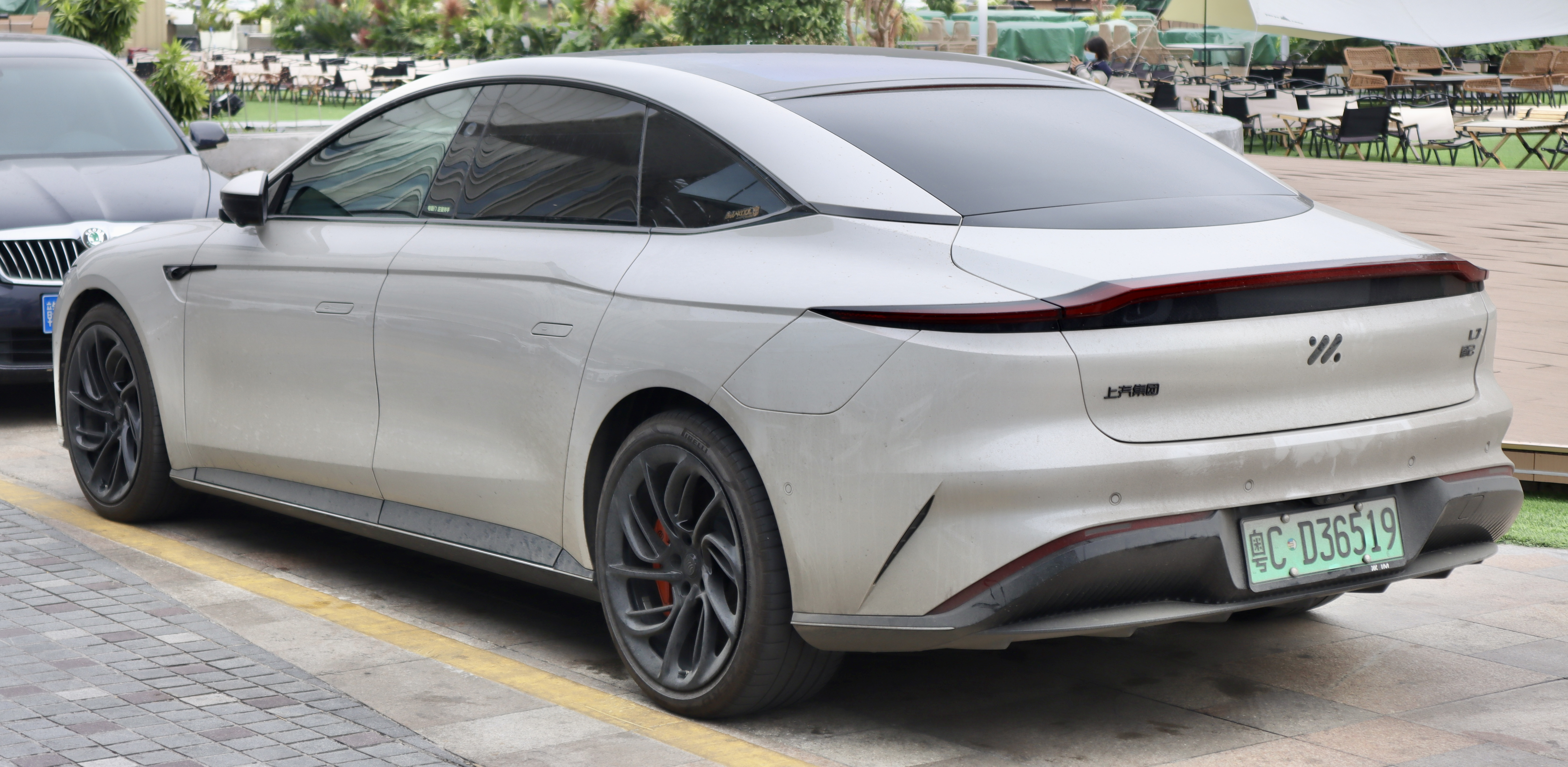
IM L7 - tył

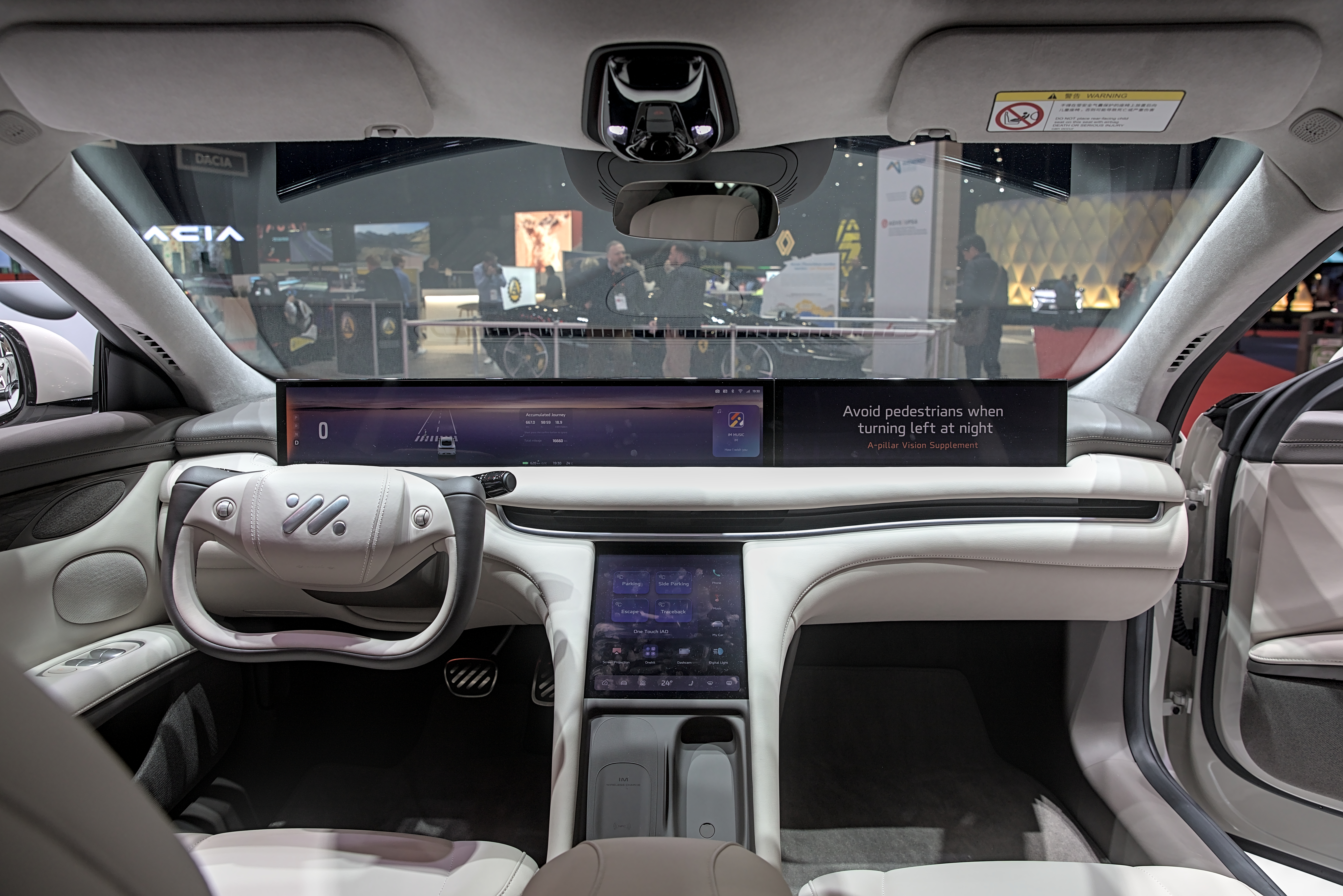
IM L7 - kokpit

W styczniu 2021 roku utworzone w listopadzie 2020 roku joint venture IM Motors przedstawiło wstępne informacje na temat swojego pierwszego produkcyjnego modelu samochodu w postaci dużej, flagowej limuzyny o nazwie IM L7, inaugurując zarazem nową markę zaawansowanych technicznie pojazdów. IM L7 przyjęło postać 4-drzwiowego sedana o smukłej sylwetce obfitującej w ostre linie, wyróżniającej się reflektorami wykonanymi w pełni w technologii LED, a także smukłą linią nadwozia z łagodnie opadającą linią dachu i chowanymi klamkami drzwi. Tylną część nadwozia przyozdobił z kolei pas świetlny zintegrowany ze spojlerem, który wyposażono dodatkowo w obrazkowe i tekstowe komunikaty wyświetlane 2,6 milionem pikselami w formie monochromatycznej.
Z długim na 5 metrów nadwoziem i ponad 3-metrowym rozstawem osi IM L7 stanowi odpowiedź na m.in. NIO ET7, z kolei pod kątem jakości, zaawansowania technologii i parametrów napędowych Zhiji Motors chce konkurować przede wszystkim z amerykańską Teslą.
Kabina pasażerska utrzymana została w futurystyczno-minimalistycznym wzornictwie, zdominowanym przez cyfrowe wyświetlacze. Koło kierownicy przyjęło owalny kształt, z kolei położony pod kątem panel klimatyzacji zastąpił w całości dotykowy ekran o przekątnej 12,8 cala. Ponadto, przez całą szerokość deski rozdzielczej rozpościera się trzyczęściowy, 39-calowy ekran wyświetlający obraz jakości 4K. IM L7 wyposażono w funkcję autonomicznej jazdy, która możliwa jest dzięki rozbudowanemu systemowi jednego lidara, 12 kamer, 12 radarów ultradźwiękowych i 5 radarów mikrofalowych.

### Sprzedaż
IM L7 zbudowany został z myślą o dynamicznie rozwijającym się rynku luksusowych i zaawansowanych technologicznie samochodów elektrycznych w Chinach. Tamtejszy debiut tego pierwszego pojazdu wytwarzanego przez IM Motors miał miejsce w trzecim kwartale 2021 roku.

### Dane techniczne
W pełni elektryczny układ napędowy IM L7 tworzy 540-konny silnik elektryczny, który umożliwia rozwinięcie maksymalnego momentu obrotowego 700 Nm i osiągnięcie 100 km/h w 3,9 sekundy. Limuzyna wyposażona została w dwie baterie do wyboru: 93 kWh oferującą maksymalny zasięg 615 km na jednym ładowaniu oraz 118 kWh umożliwiającą według danych producenta 1000 km zasięgu maksymalnego. Nowatorskim rozwiązaniem, w jakie wyposażono IM L7, jest możliwość bezprzewodowego ładowania o mocy 11 KW. W ciągu godziny uzupełniania energii taką metodą możliwe jest pozyskanie 80 kilometrów jazdy.